# Berliner Pfannkuchen

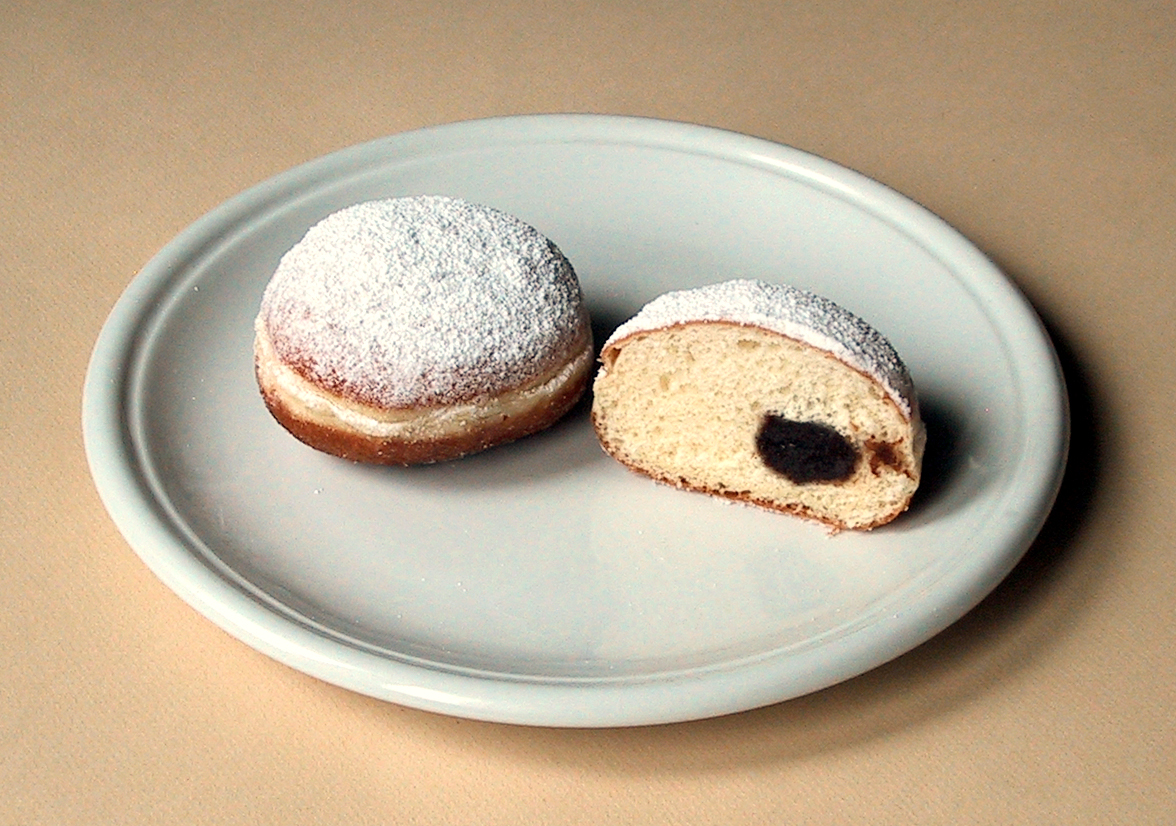
Typische Variante im 20. Jahrhundert: Berliner Pfannkuchen mit Puderzucker und Pflaumenmus

Berliner Pfannkuchen (kurz: Berliner, Pfannkuchen oder Krapfen, früher auch Berliner Krapfen) ist ein Siedegebäck aus süßem Hefeteig mit einer Füllung aus Konfitüre.
Während der Zubereitung werden Teigballen schwimmend in Fett ausgebacken und danach zumeist mit feinem Zucker bestäubt oder mit einer Glasur überzogen.
Insbesondere im deutschsprachigen Raum wird das Gebäck zu Feiertagen und festlichen Anlässen als beliebte Spezialität angeboten.

## Historie

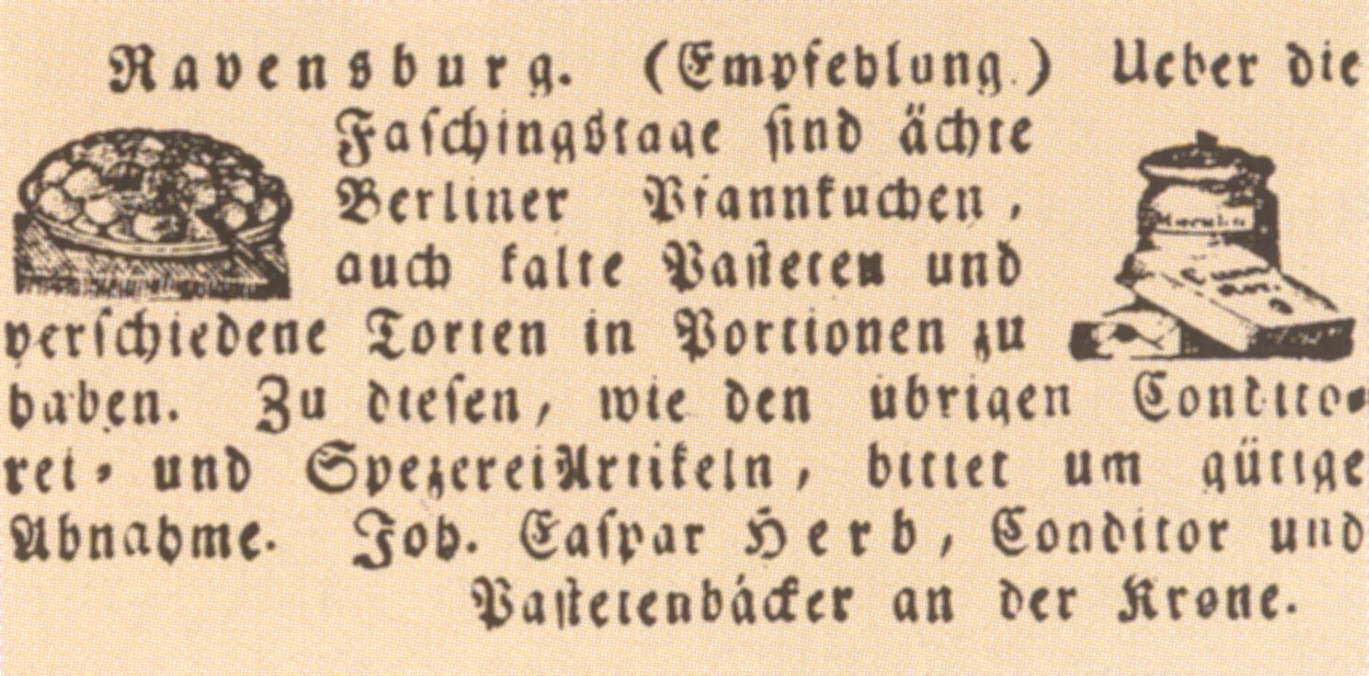
Werbeanzeige für einen „Berliner Pfannkuchen“ in Ravensburg, 1842

In Schmalz gebackene Hefeballen sind im norddeutschen Raum schon für das 16. Jahrhundert belegt. Meist wurden sie jedoch unregelmäßig geformt, blieben ungefüllt und wurden im Ofen gebacken. Dort und in Dänemark finden sich noch heute verschiedenste Varianten der Förtchen.
Einer der ersten gesicherten Belege für süß gefüllte und in Fett ausgebackene Pfannkuchen ist das Frauenzimmer-Lexicon von Amaranthes aus dem Jahr 1715.
Die überregionale Verbreitung der Berliner Pfannkuchen ging in der zweiten Hälfte des 19. Jahrhunderts einher mit dem Aufstieg Berlins als Industriestadt und Hauptstadt des neu gebildeten Deutschen Reiches. Im außerordentlich erfolgreichen „Praktischen Kochbuch“ von Henriette Davidis findet sich 1847 ein Rezept für „Berliner Pfannkuchen“. Hierbei handelt es sich um einen leichten, eireichen Hefefeinteig, der vor dem Backen mit verschiedenen Fruchtzubereitungen gefüllt, dann (ohne die Teiglinge allerdings zu wenden) in Butterschmalz frittiert und anschließend mit Zucker und Zimt bestreut wird. Damit liegt bereits zu diesem Zeitpunkt ein Rezept vor, das im Wesentlichen der heutigen Zubereitungsart entspricht, der wichtigste Unterschied ist das verwendete Frittierfett.
Zum Ausklang des 19. Jahrhunderts sind in vielen überregional ausgerichteten Kochbüchern Rezepte für die Zubereitung von Berliner Pfannkuchen enthalten, im Neuen Bürgerlichen Kochbuch von Hedwig Albrecht (1896 in Dresden verlegt) wird sogar nach Berliner Art das Rezept nur mit „Pfannkuchen“ überschrieben. Ab wann die Berliner Pfannkuchen gewöhnlich gefüllt angeboten wurden, ist bislang unbekannt – zum Ende des 19. Jahrhunderts waren sie es.

## Zubereitung

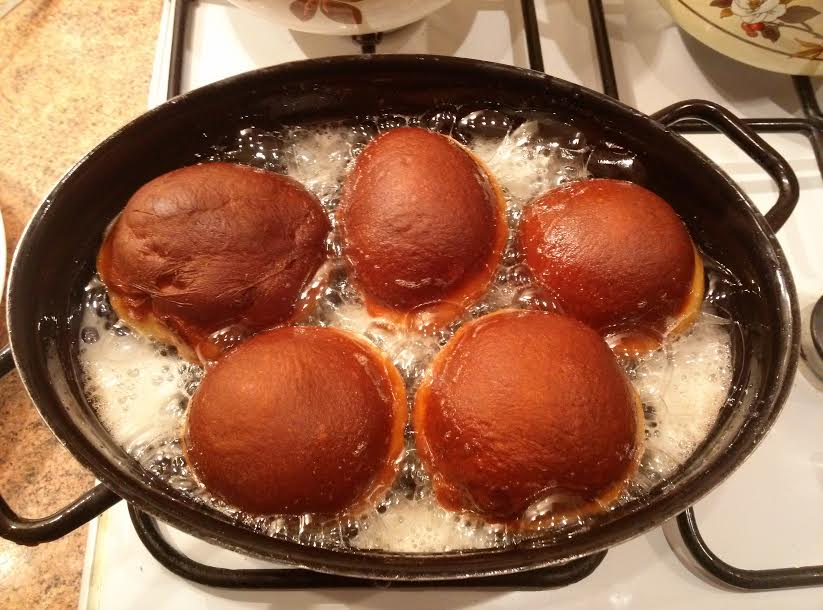
In Schmalz gebackene Teigstücke

Für Berliner Pfannkuchen wird ein süßer Hefeteig mit Ei, Milch und Butter (oder anderem Fett) hergestellt. Der Eianteil ist relativ hoch, weil so das Aufsaugen des Ausbackfetts während des Backens vermindert wird.
In der klassischen Methode wird der Teig nach dem ersten Gehen etwa fingerdick ausgerollt, rund ausgestochen, mit Konfitüre gefüllt und aus zwei Teilen zusammengesetzt. Der Rand wird mit Wasser oder Eiweiß verklebt. In einer weiteren Garruhe wird der Teigling noch einmal gehen gelassen und anschließend unter gelegentlichem Wenden schwimmend in Fett ausgebacken. An der Naht entsteht so ein Kragen als hervorstehender Wulst. Diese Methode ist heute nur im Haushalt verbreitet.

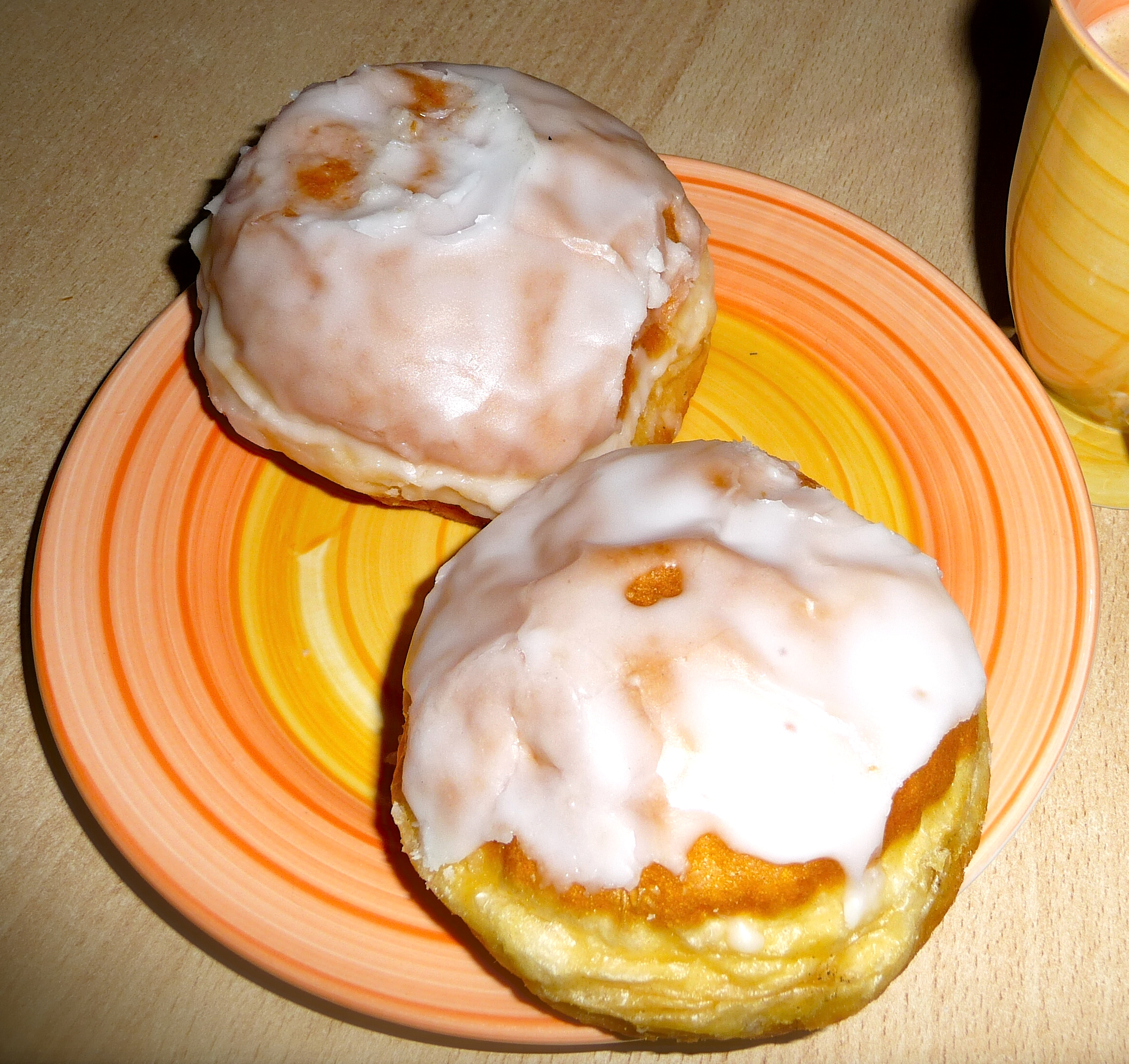
Berliner Pfannkuchen mit Zuckerguss

In der heute üblichen Methode werden die Pfannkuchen vor oder nach dem Backen mit einem Spritzbeutel oder einem speziellen Füllapparat mit einer süßen Masse gefüllt. Ein Füllapparat, um Pfannkuchen erst nach dem Backen mit Marmelade zu befüllen, stammt von dem Wechselburger Tüftler und Erfinder Arthur Uhlig. Diese Erfindung wurde um 1923 patentiert. Die Füllungen des Berliner Pfannkuchens sind regional unterschiedlich. Neben Konfitüre (im Südwesten und Norden eher Konfitüre aus rotfärbendem Obst wie Kirschen, Erdbeeren, Himbeeren etc., im Osten meist rote Vierfruchtkonfitüre, in Bayern und Österreich eher Marillenmarmelade) wird in Ostdeutschland auch Pflaumenmus verwendet, in Baden, Schwaben und Franken auch Hagebuttenmark (Hiffenmark). Andere Rezepte enthalten auch Sahne oder Vanillecreme, Nougat oder Alkoholisches, zum Beispiel Eierlikör.
In Handwerk und Industrie werden Berliner Pfannkuchen aus einem Rundstück direkt gefertigt und erst nach dem Backen mit speziellen Füllmaschinen gefüllt. Der Teigling wird mit halb- oder vollautomatischen Teigteil- und -wirkmaschinen portioniert und geformt. Auch diese Berliner werden in heißem Fett ausgebacken, zweimal gedreht. Der helle Kragen entsteht, da die Teiglinge weniger als zur Hälfte ins Fett eintauchen.
Berliner Pfannkuchen werden nach dem Backen mit puderfeinem Süßem Schnee (der im Gegensatz zu Puderzucker nicht schmilzt) oder grobem Zucker bestreut (gezuckert), oder aprikotiert und glasiert, oder nur in Zuckerguss (Fondant) oder kakaohaltige Fettglasur getaucht oder damit begossen. Es gibt Varianten, bei denen die Zuckerglasur mit Rum aromatisiert wird („Rum-Berliner“). Es gibt viele weitere Varianten mit gefärbten und aromatisierten Glasuren sowie Varianten, bei denen die Glasur mit Zuckerwerk oder Schokoladenstreuseln bestreut wird.

### Varianten

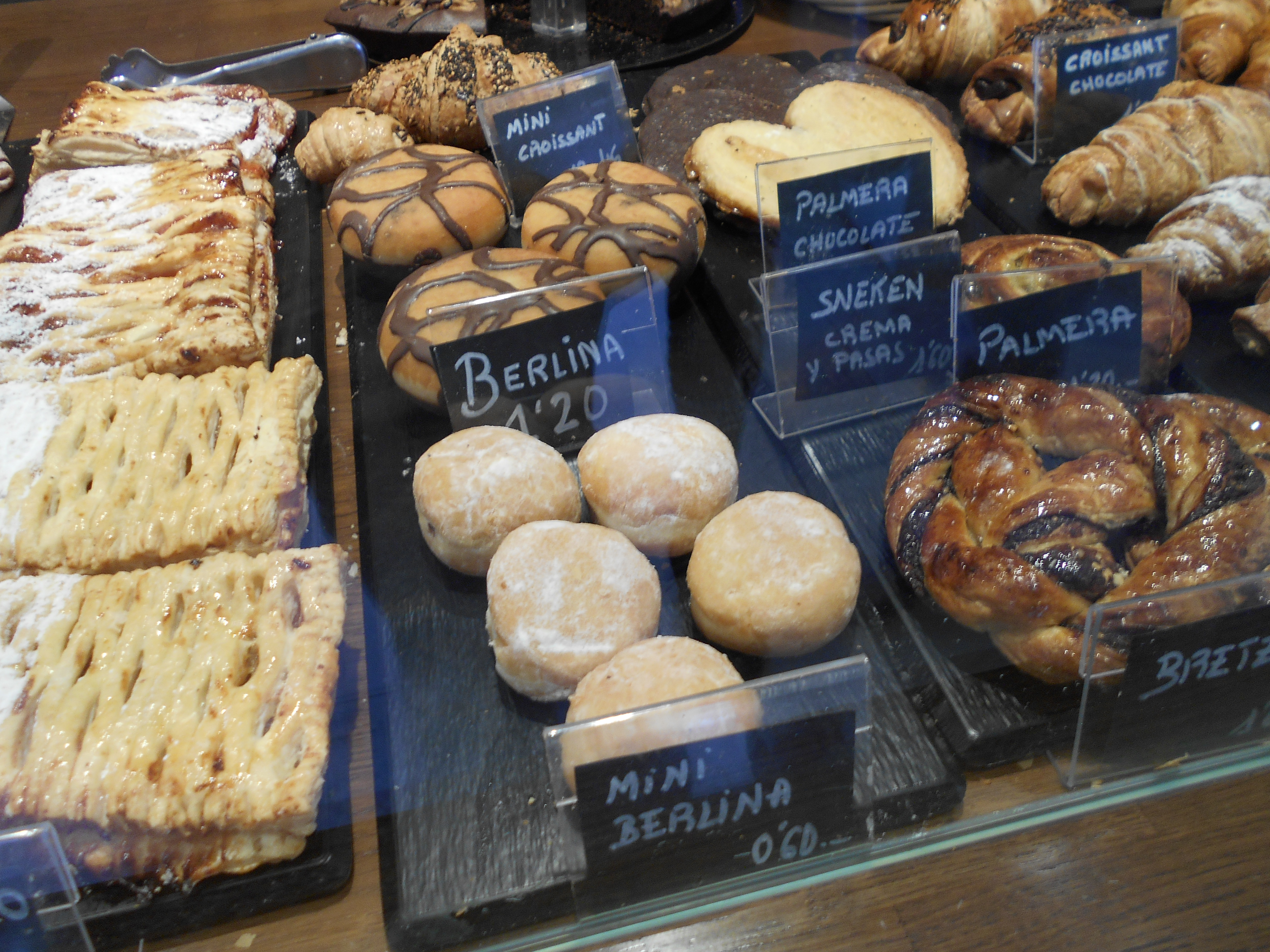
„Berlina“ und „Mini Berlina“ in einer Bäckerei Barcelonas

International gibt es mehrere Varianten, bei denen das Gebäck nicht im Ganzen gefüllt wird, sondern zum Füllen durch- oder eingeschnitten wird:
- Australien: Im Ersten Weltkrieg aus politischen Gründen in Kitchener bun umbenannt. Er besteht aus einem eingeschnittenen Berliner, der mit Schlagsahne gefüllt wird.
- Belgien: Die dort erhältlichen boules de Berlin (französisch) bzw. Berlinerbol (niederländisch) ähneln äußerlich den deutschen Pfannkuchen.
- Brasilien: Dort heißen sie sonhos (wörtlich „Träume“). Man füllt sie oft mit Goiabada oder Sahne.
- Bulgarien: In der bulgarischen Küche gibt es понички Ponitschki, die mit Vanillepudding oder Beerenkonfitüre gefüllt sind.
- Israel: In der jüdischen Küche bezeichnet man dem Berliner sehr ähnliches Gebäck als סופגניה Sufganiyah (Plural סופגניות Sufganiyot).
- Portugal: Bola de Berlim ist eine typische Süßigkeit der Strände im Sommer.[6]

## Begriffe

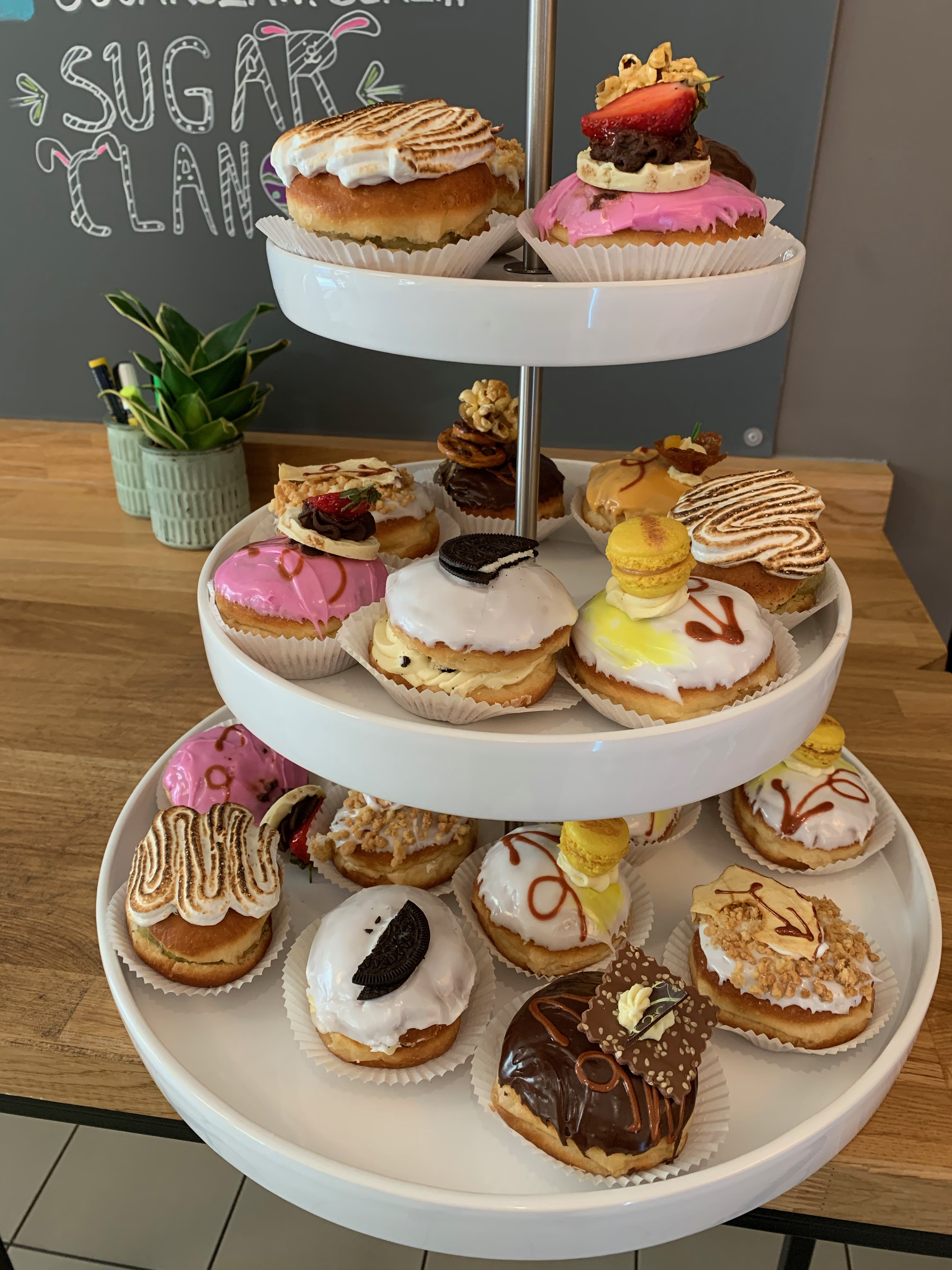
„Berliner“-Varianten

### Deutschsprachiger Raum
In schriftlichen Überlieferungen, die vor dem 16. Jahrhundert entstanden sind, wird das Gebäck im deutschsprachigen Raum noch Krapfen oder Kraphen genannt. Das Wort Krapfen leitet sich ab von mittelhochdeutsch krāpfe für ‚Haken, Klammer‘ als Kurzwort für ‚hakenförmiges Gebäck‘ und althochdeutsch krāpho, crāpho ‚Haken, Kralle, Klaue‘, verwandt mit Krampe und Krampf. Heute gibt es in der deutschen Sprache kaum einheitliche Bezeichnungen für dieses Gebäck und regional verbreitete Synonyme.
- Berliner: Nord- und Westdeutschland, Rheinland-Pfalz (ohne Rheinhessen), Baden-Württemberg, Mecklenburg, Schweiz
- Krapfen, Faschingskrapfen, siehe Krapfen (Hefeteig): Bayern, Österreich und Südtirol sowie teilweise im Raum Hannover.[11] In Österreich ist auch die Zusammensetzung Faschingskrapfen gebräuchlich.[12]
- Kräppel, Kreppel, Krebbel: Hessen, Rheinhessen (Rheinland-Pfalz)
- Pfannkuchen: Berlin (auch Pfannekuchen), Ostdeutschland (ohne Mecklenburg)
- Puffel, Öcher Puffel: Aachen
- als veraltet gelten die Bezeichnungen Fastnachtsküchle bzw. -küchelchen (früher in Baden-Württemberg, der Pfalz und dem Saarland verbreitet) und Berliner Ballen (Teile von Nordrhein-Westfalen). In Thüringen gab es eine Verschiebung von Kräppel hin zu Pfannkuchen.

### Internationaler Sprachraum

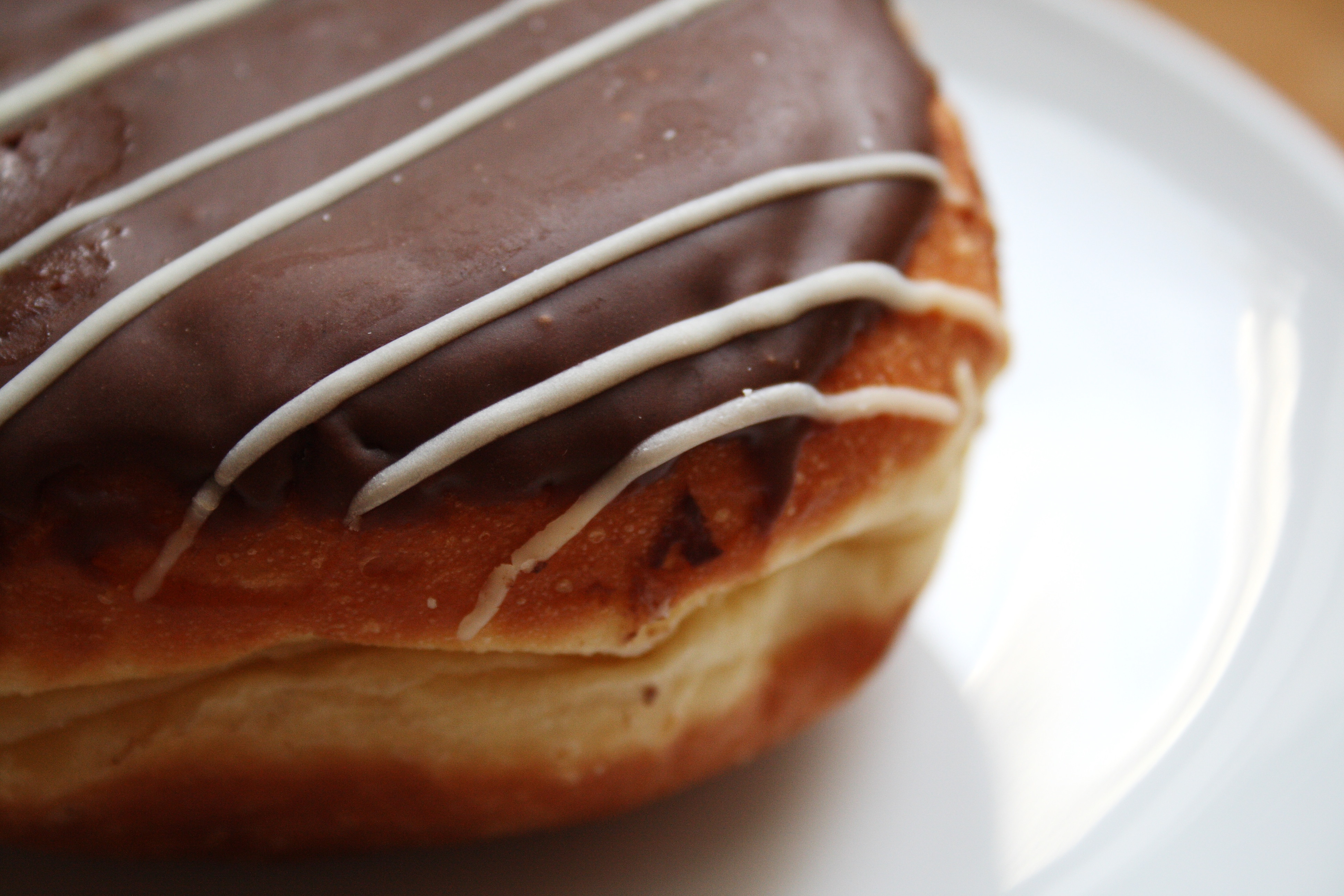
Ein Chocolate Berliner aus London

- Englischsprachiger Raum: englisch Berliner;

in Teilen der USA und Kanadas: Bismarck donut, Bismarck
- Französischer Sprachraum: französisch Boule de Berlin
- Italienischer Sprachraum: italienisch Bombolone, Ciambella di berlino
- Niederländischer Sprachraum: niederländisch Berlinerbol, Berliner bol, Berlijnse bol
- Polnischer Sprachraum: polnisch Pączka;

jiddisch פּאָנטשקע Pontschke, Ponschik
- Portugiesischer Sprachraum: portugiesisch Bola de berlim
- Spanischer Sprachraum: spanisch Berlinesa, Berlina
- Türkischer Sprachraum: türkisch Berliner, Alman pastası

## Brauchtum
Berliner Pfannkuchen sind im deutschsprachigen Raum ein traditionelles Gebäck zu Silvester und Karneval (bevorzugt am Rosenmontag und Faschingsdienstag). Zu diesen saisonalen Anlässen gibt es Berliner mit Eierlikör-, Schokosoßen- oder Vanillepuddingfüllung und Eierlikör-Zuckerguss. Vor dem 20. Jahrhundert waren Berliner Pfannkuchen in manchen Regionen überhaupt nur als Festtagsgebäck üblich, heute sind sie hingegen das ganze Jahr über erhältlich.
In einigen Regionen ist es Sitte, einzelne Exemplare zum Beispiel mit Senf, Zwiebeln oder gar Sägespänen statt Konfitüre zu füllen, ohne dass man ihnen das von außen ansehen kann.
Am jüdischen Lichterfest Chanukka werden mit Konfitüre gefüllte Chanukkakrapfen (סופגניות Sufganiyot) gegessen.

## Legenden und Anekdoten

Dresdner Journal 1906

- Eine populäre Legende wurde in den zurückliegenden zwei Jahrzehnten in zahlreichen Medien veröffentlicht. Demnach wurden Berliner Pfannkuchen im Jahr 1756 von einem Berliner Zuckerbäcker erfunden, der als Kanonier unter Friedrich dem Großen dienen wollte und sich als wehruntauglich erwies, jedoch als Feldbäcker beim Regiment bleiben durfte. Sozusagen „zum Dank“ schuf er die ersten „Pfannkuchen“, gab den Hefeteigstücken die runde Ballenform von Kanonenkugeln und buk sie, da kein Backofen zur Verfügung stand, über offenem Feuer in mit heißem Fett gefüllten Pfannen.[15][16][17]
 Das Dresdner Journal berichte 1906 über ein jüngst im Nachlass eines alten Bäckermeisters aufgefundenes Manuskript zu dessen Wanderjahren in Europa, in welchem er über den gefüllten Berliner Pfannkuchen berichtete (siehe eingefügtes Schriftstück).[18]
- In ihren Betrachtungen zu Legenden um den Krapfen verwarf die Klagenfurter Zeitung Freie Stimmen 1932 nicht nur die Legende, wonach der Krapfen durch Cäcilie Krapf 1690 erfunden wurde, sondern auch die Legende vom Berliner Zuckerbäcker in der Preußischen Armee. Alternativ wird eine Spreewald-Legende vorgeschlagen:[19]
 „Das Geschichtchen von diesem Soldaten als dem Erfinder des Berliner Pfannkuchens kann jedoch nicht richtig sein; denn bereits vor mehr als 250 Jahren war der Pfannkuchen in einem Berliner Küchenbuch erwähnt. Sicher ist aber der Berliner Pfannkuchen noch älter, und es ist nicht ganz unwahrscheinlich, daß die folgende Historie über den Berliner Pfannkuchen die richtige ist. Danach wäre die Urform des Berliner Pfannkuchens im Spreewald zu suchen. Bereits in der mittelalterlichen Zeit soll bei den Hausfrauen im Spreewald und in den angrenzenden Bezirken beim Brotbacken die Gewohnheit bestanden haben, aus den Teigresten, die nicht mehr zu ganzen Broten verwendet werden konnten, für die Kinder ein kloßartiges Gebäck herzustellen, das mit Pflaumenmus gefüllt war und in Schmalz zubereitet wurde. Diese Pflaumenmusklöße, zunächst nur aus Brotteig hergestellt, wurden dann auch mit feinerem Mehl hergerichtet und eroberten sich Berlin.“
- Heinrich Heine würdigte 1826 die Berliner Pfannkuchen in seinem Reisebilder-Buch Ideen. Das Buch Le Grand, in dem er sie in die Beschreibung eines phantasievollen Gerichts aufnahm:
 „… und es wird kein Mangel sein an Göttinger Wurst, Hamburger Rauchfleisch, Pommerschen Gänsebrüsten, Ochsenzungen, gedämpftem Kalbshirn, Rindsmaul, Stockfisch, und allerlei Sorten Gelée, Berliner Pfannkuchen, Wiener Torte, Konfitüren … Der Henker hole solche Schlemmerei.“[20]
 Über das Verhältnis Heines zum Berliner Pfannkuchen konnte man in der Prager Zeitung Bohemia 1885 folgendes lesen:
 „Der Pfannkuchen ist eine Berliner Specialität, die den Spötter Heine einigermaßen mit dem langweiligen Berlin der Zwanziger-Jahre dieses Jahrhunderts ausgesöhnt hat. Er pflegte sie mit Vorliebe in der Conditorei von Josty zu verzehren, die sich noch bis zum heutigen Tage den unbestrittenen Ruhm erhalten hat, die besten Berliner Pfannkuchen zu liefern.“[21]
- In seinen Memoiren berichtete der Komponist Robert von Hornstein über ein Gespräch mit Richard Wagner, in welchem er eine Begebenheit mit Felix Mendelssohn Bartholdy schilderte:
 „Einst erzählte ich ihm, daß Mendelssohn in der Leipziger Konditorei Kintschy so viele gefüllte Pfannkuchen sich am Büffet geholt habe, daß der alte Kintschy nicht begreifen konnte, wie ein Mensch so viele Pfannkuchen essen könne. Das Rätsel löste sich. Mendelssohn hatte nur die süße Füllung herausgegessen und den Teig liegen lassen. ›Ich esse keine Süßigkeiten, nur Fleisch‹, erwiderte Wagner und setzte hinzu: ›Ich glaube, daß hört man meiner Musik an‹.“[22]
- Auch Johann Wolfgang von Goethe schätzte bereits die Pfannkuchen während seiner Leipziger Studienzeit. Es ist überliefert, dass er und viele andere Hörer zu spät zur Vorlesung bei Professor Winckler erschienen, weil „auf dem Thomaskirchhof gerade um die Stunde seiner Vorlesungen die köstlichen Pfannkuchen heiß aus dem Ofen kamen“.[23]
 „In ›Dichtung und Wahrheit‹ gab dies Goethe folgendermaßen wieder, wobei er von den köstlichsten Kräpfeln sprach: ›Von dem Dinge, von der Welt, von Gott glaubte ich ungefähr so viel zu wissen als der Lehrer selbst, und es schien mir an mehr als einer Stelle gewaltig zu hapern. Doch ging alles noch in ziemlicher Folge bis gegen Fastnacht, wo in der Nähe des Professor Winckler auf dem Thomasplan gerade um die Stunde die köstlichsten Kräpfel heiß aus der Pfanne kamen, welche uns denn dergestalt verspäteten, daß unsere Hefte locker wurden …‹“[24]
 In den Anmerkungen der Herausgeber wird dazu vermerkt: „Die Kräpfel (Kräppel) S. 33 verrathen den Frankfurter; denn in Leipzig heißt diese Delikatesse der Jugend mißbräuchlich Pfannkuchen oder ›Berliner Pfannkuchen‹.“[25]
- Der 1827 geborene Carl Robert Lessing, Großneffe von Gotthold Ephraim Lessing, genoss süß gefüllte Pfannkuchen bereits während seiner Schulzeit ab 1841 in Schulpforte im Saaletal bei Naumburg. Von seinem Mitschüler August Bielenstein ist folgende Begebenheit mit der Frau von Professor Roberstein überliefert:
 Die Professorin war eine feingebildete Frau und fürsorgliche Pflegemutter der ihrem Hause anvertrauten jungen Leute. ›Es war eine ihrer Liebenswürdigkeiten‹, erzählt Bielenstein, ›daß sie von ihren in der Fastnacht mustergültig bereiteten Berliner Pfannkuchen, die Aprikosensaft in sich trugen und natürlich in Zucker gewälzt waren, uns einem jeden ans Bett trug und uns aus dem Schlafe weckte, damit wir die Delikatesse noch ganz warm uns gut schmecken lassen.‹[26]